# Teucholabis (Teucholabis) audax
Teucholabis (Teucholabis) audax is een tweevleugelige uit de familie steltmuggen (Limoniidae). De soort komt voor in het Neotropisch gebied.